# Pleșcuța, Arad
Pleșcuța (în maghiară: Peleskefalva) este satul de reședință al comunei cu același nume din județul Arad, Crișana, România.

## Așezare
Localitatea se află situată în Depresiunea Hălmagiu, la poalele Munților Codru-Moma și Metaliferi, pe cursul superior al Crișului Alb, la odistanță de 116 km față de municipiul Arad. Legătura cu Depresiunea Gurahonț se face prin defileul epigenetic al  Crișului Alb desfășurat între Pleșcuța și Gurahonț.

## Istoric
Prima atestare documentară a localității Pleșcuța datează din anul 1439.

## Economia
Economia cunoaște în prezent o dinamică puternică, cu creșteri importante semnalate în toate sectoarele de
activitate. Sectorul economic secundar este reprezentat de exploatările de andezit, de exploatările forestiere și de
prelucrarea lemnului.

## Turism
- Arhitectura tradițională,
- Vârful Văratecului
- Măgura Ciunganilor
- Defileul Crișului Alb

## Vezi și
- Biserica de lemn din Pleșcuța

## Imagini

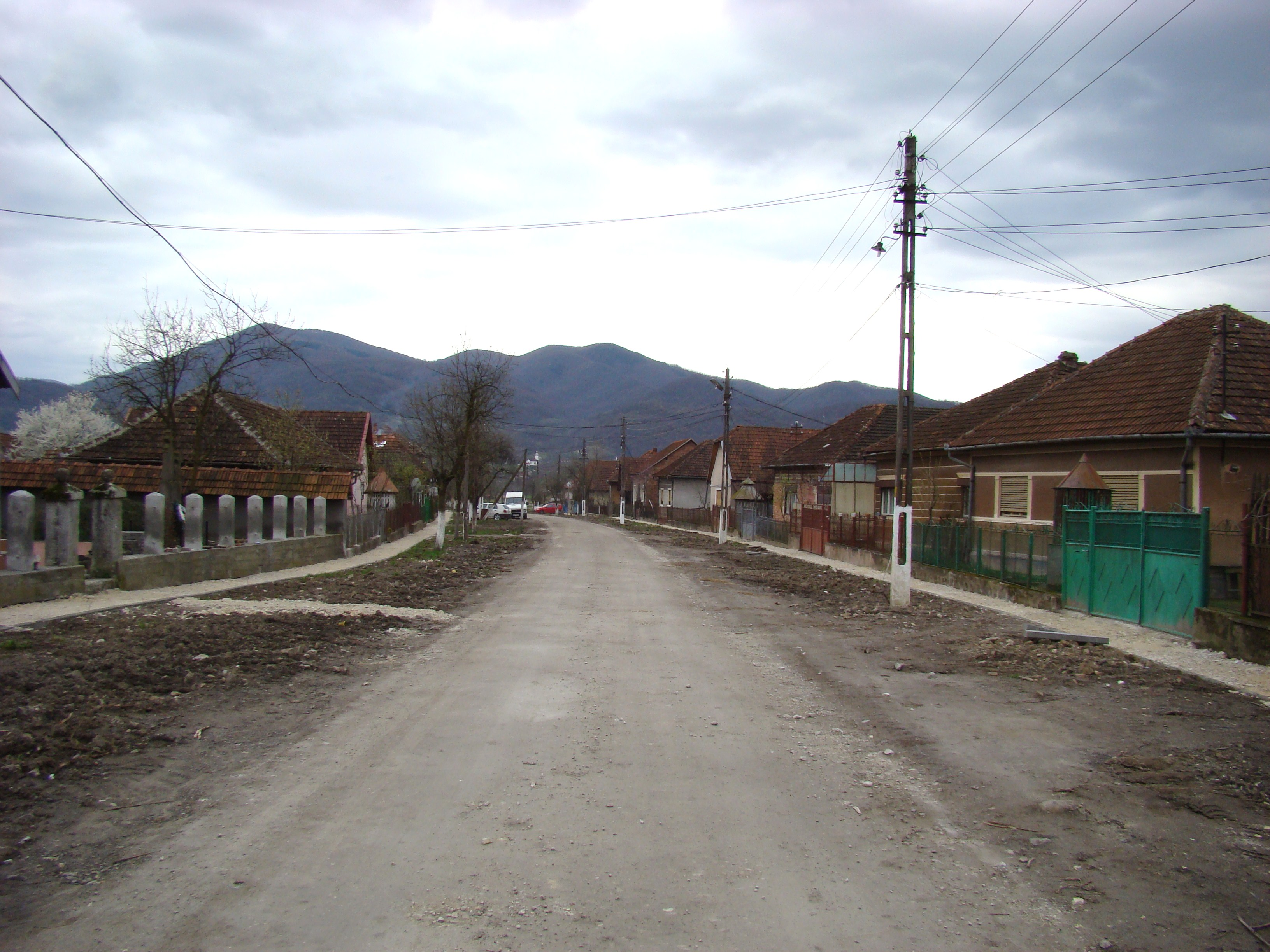
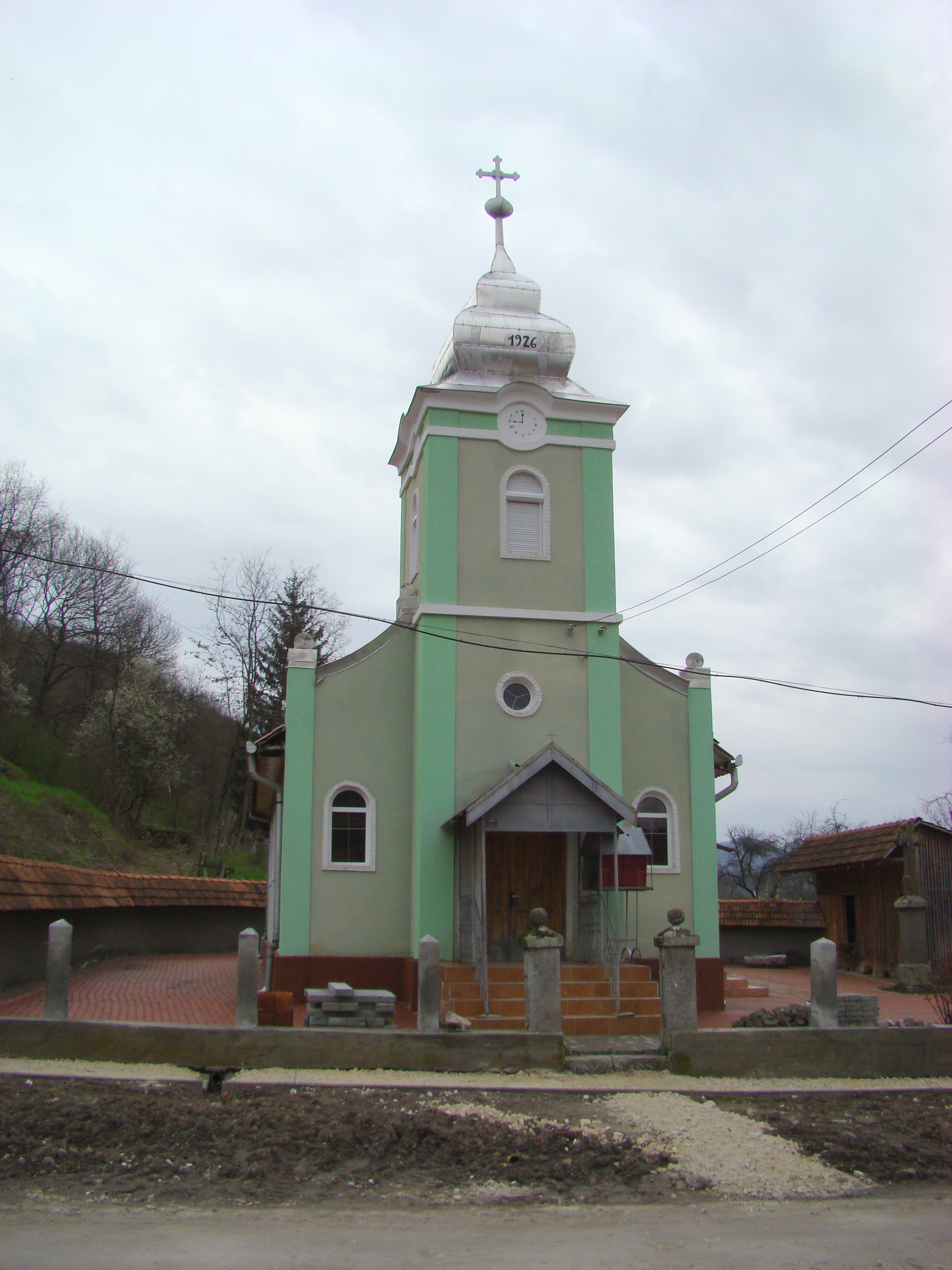
Biserica „Sfinţii Arhangheli Mihail şi Gavriil”
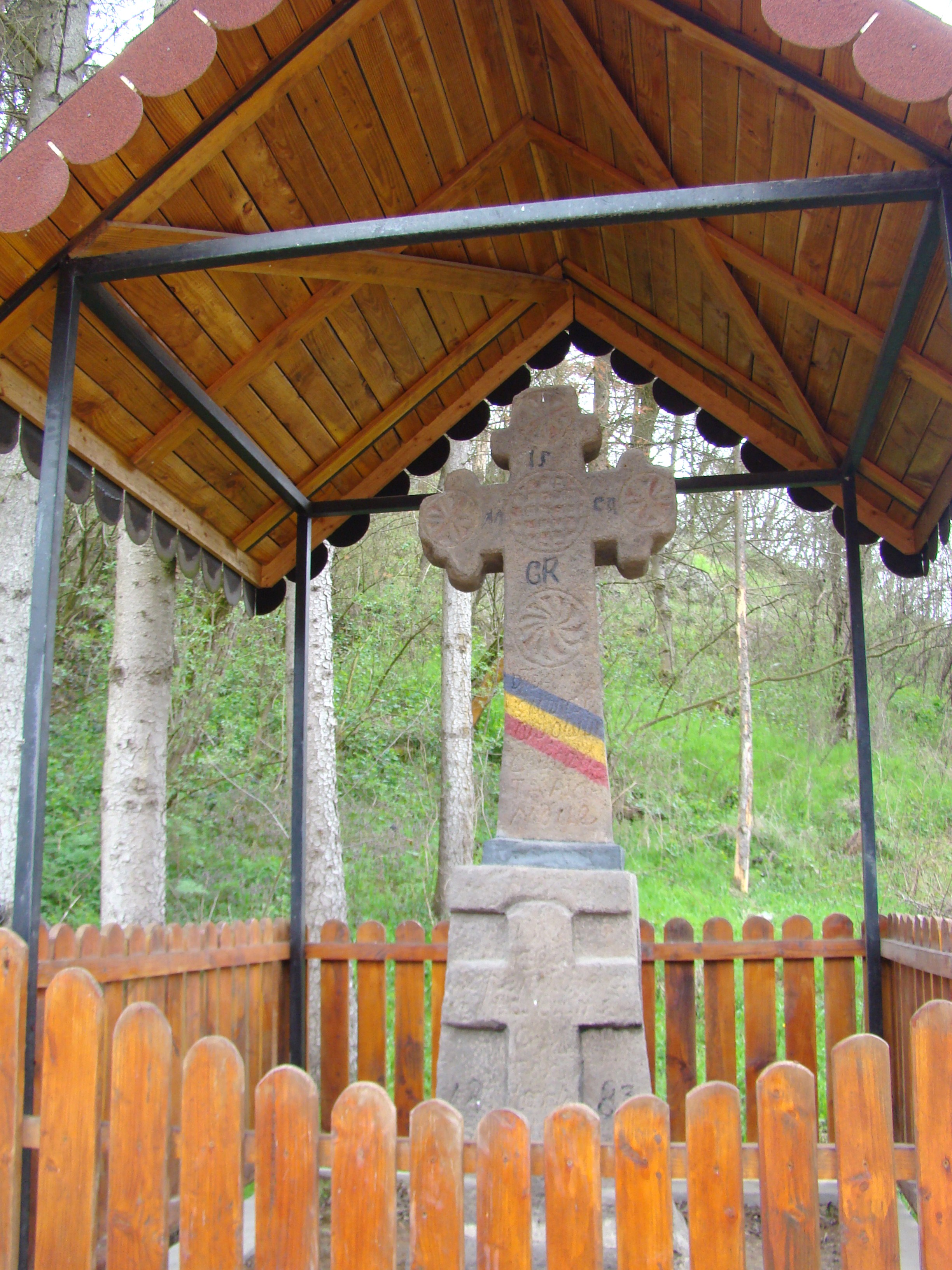
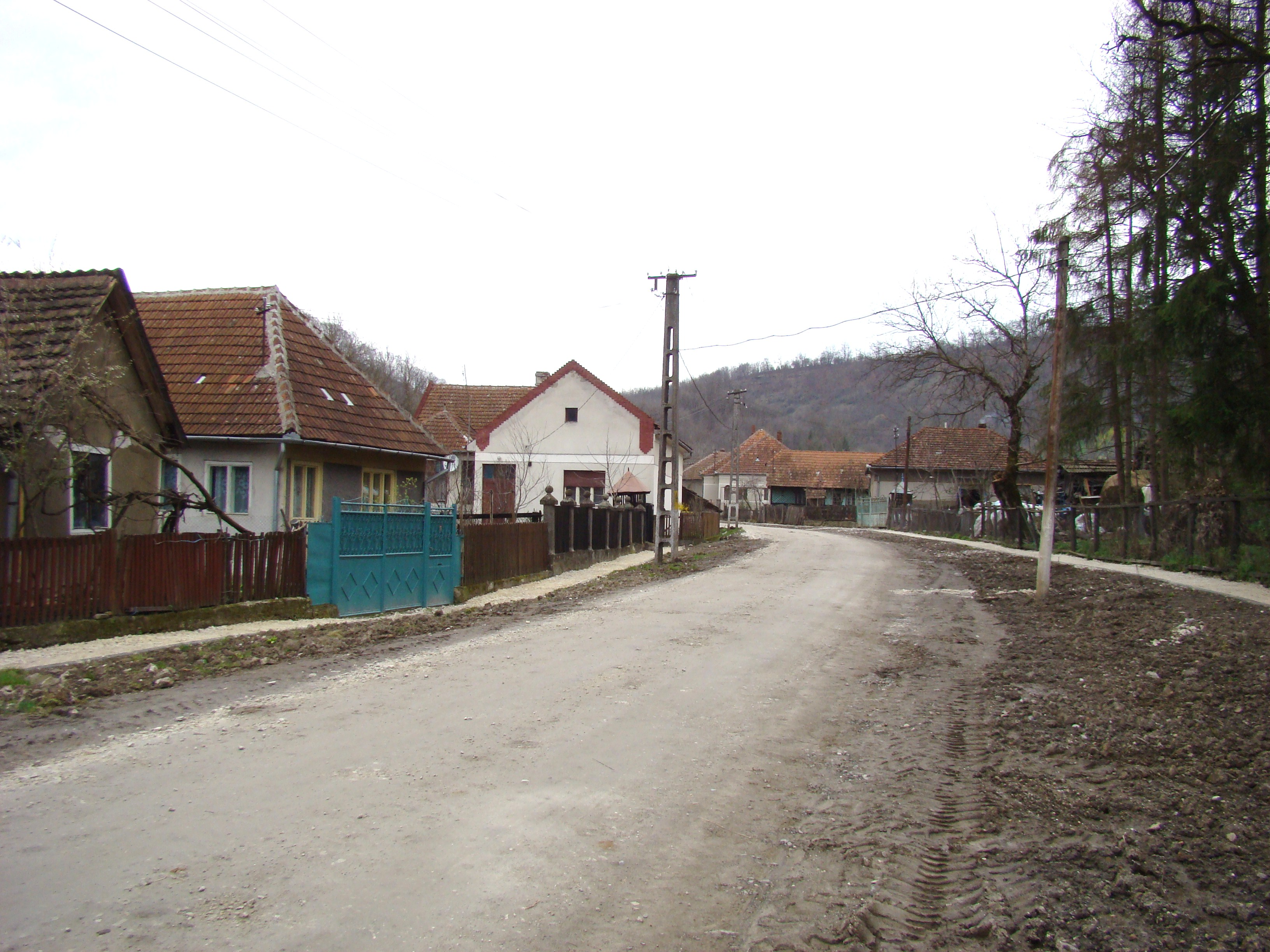